# Gonatoraphis
Gonatoraphis Millidge, 1991 è un genere di ragni appartenente alla famiglia Linyphiidae.

## Distribuzione
Le tre specie oggi attribuite a questo genere sono state reperite in varie località della Colombia.

## Tassonomia
A dicembre 2011, si compone di tre specie:
- Gonatoraphis aenea Millidge, 1991 — Colombia
- Gonatoraphis lobata Millidge, 1991[3] — Colombia
- Gonatoraphis lysistrata Miller, 2007 — Colombia